# Aurora Borealis (Album)
Aurora Borealis ist ein Jazzalbum von Sun Ra. Die 1980 entstandenen Aufnahmen erschienen 1981 auf El Saturn Records; einige Auflagen waren auch als Ra Rachmaninov betitelt. 2015 wurde das Album in einer erweiterten Fassung bei Enterplanetary Koncepts wiederveröffentlicht.

## Hintergrund
In Anbetracht der monumentalen Größe von Sun Ras aufgenommenem Œuvre gebe es überraschend wenige Solo-Klavieralben im Katalog des Keyboarders und nur sehr wenige auf seinem eigenen Saturn-Label, notierte Irwin Chusid. Neben Monorails and Satellites Vols. 1 und 2, beide um 1966 aufgenommen, sei Aurora Borealis die einzige andere bekannte Saturn-Veröffentlichung, die ausschließlich Solo-Piano enthalte. Erst posthum erschien der Livemitschnitt Haverford College 1980 Solo Piano (2019), auf dem Ra (anders als es der Albumtitel nahelegt) auf einem Fender Rhodes spielt.
Bevor er Sun Ra wurde, hatte der junge Herman Blount Musikpädagogik an der Alabama A&M University in Huntsville studiert. Er erhielt eine klassische Ausbildung, wobei Chopin, Rachmaninoff und George Gershwin (seine Lieder und Klavierkonzerte) zu seinen Favoriten wurden. In seiner Chicagoer Zeit in den 1950er-Jahren wärmte sich Sunny Blount oft mit klassischem Repertoire auf.
Es ist nach wie vor ungeklärt, woher die Aurora-Aufnahmebänder stammen und wann sie genau entstanden sind. In dem Buch The Earthly Recordings of Sun Ra (2. Auflage) von Robert Campbell und Christopher Trent heißt es, die vier Tracks der Original-LP stammten von einer Live-Performance an einem unbekannten Ort am 4. Dezember 1980; die Autoren fügten hinzu, dass das Album (Saturn 12480/10480) noch im selben Jahr erschienen sei (mit einigen erhaltenen Exemplaren mit dem Titel Ra Rachmaninoff). Das LP-Label zeigte einen Urheberrechtseintrag von 1981. Eventuell entstanden die Aufnahmen auch am 4. Oktober 1980.
Die digitale Ausgabe von 2015 enthält drei Bonustracks auf dem Solo-Klavier; das erste, „Rumpelstiltskin“, erschien zuvor nur auf einer inzwischen selten zu findenden Saturn-LP von 1980 mit dem Titel I, Pharaoh. Dieses soll 1979 an einem unbekannten Ort (möglicherweise im Grendel’s Lair in Philadelphia) aufgenommen worden sein und enthält zwei weitere Titel, beide mit Sun Ra and His Arkestra, jedoch beide in minderwertiger Klangqualität. Da „Rumpelstiltskin“ im gleichen Zeitrahmen wie Aurora Borealis aufgenommen wurde und die Klangqualität akzeptabel war, wurde dieser Track der Wiederveröffentlichung hinzugefügt. Die Aufnahme ist stereophon, und der Titel taucht ansonsten nicht in der Ra-Diskographie auf. Das nächstes Stück ist eine Interpretation von „Over the Rainbow“, einen Dauerbrenner von Sun Ra. Diese Version wurde am 1. Juni 1979 live beim Moers Festival mitgeschnitten. Auch diese Aufnahme wurde bisher nicht kommerziell veröffentlicht. Schließlich wurde das Album um Ras Komposition „Love in Outer Space“ ergänzt, die während des Soundchecks vor einem Auftritt im August 1979 im Squat Theatre in New York in einer Soloversion aufgenommen wurde. Diese Aufnahme wurde ebenfalls zuvor noch nie kommerziell veröffentlicht.

## Titelliste
- Sun Ra: Aurora Borealis (Saturn 10480)[3]

1. Prelude in C♯ Minor (Ra / Rachmaninoff) 4:07
2. Quiet Ecstasy 4:47
3. Aurora Borealis 4:25
4. Omniscience 9:12

Wenn nicht anders vermerkt, stammen die Kompositionen von Sun Ra.
- Sun Ra: (Enterplanetary Koncepts)

1. Prelude in C♯ Minor (Ra / Rachmaninoff) 04:07
2. Quiet Ecstasy 4:47
3. Aurora Borealis 4:25
4. Omniscience 9:12
5. Rumpelstiltskin (Bonustrack) 4:03
6. Over the Rainbow (Bonustrack) 2:55
7. Love in Outer Space (Bonustrack) 4:51

## Rezeption
Auf Aurora erfährt Rachmaninoffs „Präludium in C♯-Moll“ eine aggressive „Glenn-Gould-trifft-Conlon-Nancarrow-Umarbeitung“, schrieb Irwin Chusid in den Liner Notes, gefolgt von dem meditativen „Quiet Ecstasy“. Das Titeltrack setze die besinnliche Stimmung fort, unterbrochen von disharmonischem Donner, der sich auf dem Schlussstück der LP, „Omniscience“, zu einem Hagel von Tönen und Clustern entwickelt.
Sean Westergaard verlieh dem Album in Allmusic vier Sterne und schrieb, Aurora Borealis sei ein sehr interessantes Solo-Klavieralbum von Sun Ra. Die beiden Sun-Ra-Kompositionen auf der A-Seite der LP, „Aurora Borealis“ und „Omniscience“ würden hübsche melodische Passagen aufweisen, die von Dissonanzen und einigen donnernden tiefen Akkorden durchzogen sind. Obwohl Sun Ras Spielweise dann ziemlich „out“ werde, gebe es bei ihm immer ein starkes Gespür für Struktur und einige geradezu atemberaubende Passagen. Die B-Seite beginne damit, dass Sun Ra Rachmaninows Präludium in cis-Moll interpoliere und dann zu „Quiet Ecstasy“ übergehe, einem wunderschönen, reduzierten und kontemplativen Stück. Aurora Borealis sei eine von nur einer Handvoll veröffentlichter Solo-Piano-Sessions von Sun Ra und allein schon deshalb bemerkenswert.